# Kassai e Luk
Kassai e Luk (Samba et Leuk le lièvre) è una serie televisiva a cartoni animati realizzata e trasmessa in Francia dalla casa di produzione Marathon Group nel 1996, composta da 26 episodi.
Si tratta di una breve serie ambientata in Africa che narra le avventure di un giovane e coraggioso ragazzo, Kassai (Samba nella versione originale), orfano ma allevato da una tribù di etnia bantu, che svolge rischiose missioni per conto dello stregone del suo villaggio e, spesso, sotto la guida diretta delle sue divinità. Nelle sue imprese è accompagnato da una lepre antropomorfa e parlante di nome Luk (Leuk nella versione originale) e da una ragazza, la Principessa Maliba (Marana nella versione originale), costretta da un incantesimo a trasformarsi in antilope durante il giorno.
La serie ebbe vita breve e non andò oltre un'unica stagione in Francia; venne tuttavia doppiata e trasmessa in lingua italiana prima da TELE+ bianco e poi da Rai Gulp, oltre che da numerosi canali regionali italiani.